# Ippolito Marsili
Ippolito Marsili, noto anche con il nome latino di Hippolytus de Marsiliis, (Bologna, 1451 – Bologna, 1529), è stato un giurista italiano.

## Biografia
Nato da Carlo e Giuditta Gradi, all'università di Bologna fu allievo di Andrea Barbazza, Vincenzo Paleotti e Alberto Cattani; proseguì la sua formazione a Padova e Ferrara.
Si laureò a Bologna  in utroque iure il 12 gennaio 1480, ma non è noto quando divenne avvocato. Già dal 1482 insegnò diritto romano. Teneva lezioni sul Codice e sul Digesto la mattina dei giorni festivi, riscuotendo un buon apprezzamento.
Intorno al 1492 interruppe l'attività didattica per ricoprire incarichi di prestigio per conto del Ducato di Milano. Nel 1497 tornò a Bologna dove riprese la sua attività didattica. Nel 1509 fu dispensato dall'attività didattica per motivi di salute. L'anno successivo riprese l'insegnamento con Lecturæ sul diritto romano, associate alla stesura di repetitiones. Dal 1516 iniziò le lezioni di diritto canonico, fino al 1520, quando riprese le lezioni di diritto civile. Nel 1524, a causa del suo cattivo stato di salute, l'università lo dispensò dalle letture, pur mantenendo lo stipendio. Morto nella sua città natale, fu sepolto nel chiostro di San Domenico.
Nei suoi trattati ha esaminato le tecniche di tortura e ha documentato il metodo della tortura della goccia cinese, in cui gocce d'acqua vengono fatte cadere ininterrottamente sulla fronte della vittima, portandolo alla follia. Ha trattato anche, come mezzo di tortura, della veglia coatta.

## Opere

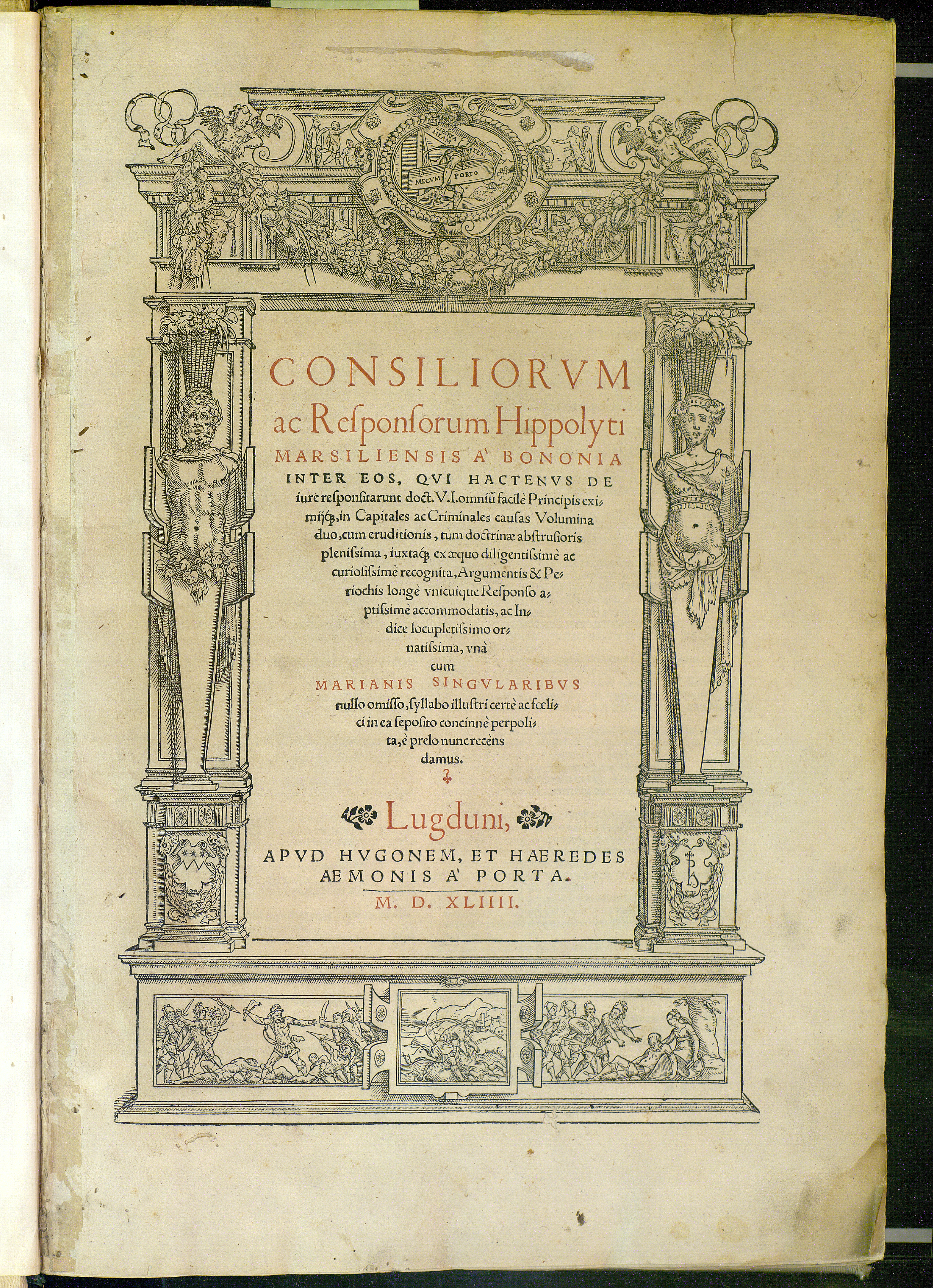
Consilia, 1544

- Singularia seu notabilia, prima edizione, Milano, 1512
- Tractatus de questionibus, in quo materie maleficiorum pertractant(ur), 1524
  - (LA) Singularia, Lyon, Jacques Giunta, 1535.
- (LA) Consilia, Lyon, Hugue de La Porte & héritiers Aymon de La Porte, 1544.
- (LA) Practica criminalis, Lyon, Jacques Giunta, 1538.
  - (LA) Practica criminalis, Venezia, Bartolomeo Rubini, 1574.
- Repetitiones in uniuersas fere iuris canonici III, prima edizione, Venezia, 1587